# Philips Records
Philips Records är ett skivbolag grundat 1950 som Philips Phonografische Industries (PPI) av det nederländska elektronikföretaget Philips. Något senare tillkom Fontana Records som underetikett. År 1962 bildade Philips Records och Deutsche Grammophon  ett samriskföretag med namnet Phonogram.
Den svenska avdelningen, Philips Grammofon AB, övertog 1958 det svenska skivbolaget Sonora och därigenom bildades AB Philips-Sonora, vilket senare blev Phonogram AB.